# Харьковская телебашня
Ха́рьковская телеба́шня (укр. Харківська телевежа) — металлическое пространственное решётчатое свободностоящее высотное сооружение высотой 240,7 метра, расположенное в городе Харьков.
Была самым высоким сооружением Харькова и пятой по высоте телебашней Украины. Её опережают Киевская (385 м), Донецкая (360,5 м), Винницкая (354 м) и Новоднестровская телебашни (245,5 м).
Расположена в пятистах метрах вглубь Харьковского лесопарка от улицы Алексея Деревянко.
22 апреля 2024 года во время российского вторжения в Украину была частично разрушена российским ракетным ударом.

## Описание
Представляет собой решётчатую секционную башню. Решётчатый ствол проходит до основания, а база сооружения своей обоймой охватывает ствол и связана с ним только относительно горизонтальных перемещений. Подобная конструкция является удобной для монтажа, отличается более надёжной работой при просадке фундамента, также значительно упрощены соединения центрального ствола и базы.
Харьковская телебашня состоит из несущих поясов; распорок, соединяющих пояса башни по периметру; элементов диафрагм и раскосов, которые образуют плоские фермы, располагающиеся в вертикальных плоскостях. Эти плоскости проходят через оси, чередующихся (в поперечном сечении башни через один) поясов. При этом подобное чередование изменяется в каждой секции башни по её высоте в каждых двух смежных секциях пояса, через которые проходят упомянутые вертикальные плоскости. Чередование по высоте плоских ферм в смежных секциях башни обеспечивает развязку поясов в нескольких плоскостях.
Конструкция башни отличается тем, что для снижения материалоёмкости пояса, через которые проходят плоские фермы, чередуются в смежных по высоте секциях башни.
Диафрагмы шестигранной башни содержат элементы, обеспечивающие геометрическую неизменяемость конструкции. Диафрагма отличается сокращённым количеством элементов. Несущая способность элементов диафрагмы кроме основного назначения по обеспечению геометрической неизменяемости поперечного сечения башни, используется при работе башни на горизонтальную нагрузку.
Высоты Харьковской телебашни:
- 56,2 м — балкон местных РРЛ;
- 76,12 м и 80,2 м — балкон РПА;
- 112,2 м и 120,2 м — балкон ПТС;
- 140,18 м — балкон антенн УКВ ЧМ;
- 173,49 м — балкон антенны 2 диапазона;
- 199,19 м — балкон антенны 3 диапазона;
- 216,11 м — балкон антенны 4 диапазона;
- 235,51 м — верхний балкон;
- 240,7 м — проектная общая высота;
- 252 м — общая высота с панельной[1].
- просчёт для высоты над уровнем моря — 192 м

- Высота решётчатой части — 180 м[1];
- База основания — 25 х 25 м[1].

## Строительство
Весь комплекс телецентра был введён в эксплуатацию 12 декабря 1981 года. Телебашня построена по проекту УкрНИИпроектстальконструкция № 8989КМ «Башня Н = 240,7 м» Киев, 1973 год.
В 1981 году впервые в советской практике с помощью грузового вертолёта МИ-10К были смонтированы конструкции фидерно-лифтового ствола Харьковской телебашни начиная с отметки 158 м. Было использовано тринадцать секций. Вертолётом управлял лауреат Государственной премии СССР Геннадий Степанович Мальцев. Монтаж конструкции при помощи вертолёта занял суммарно 3 часа налёта на протяжении 10 дней.

## Повреждения и разрушение
6 марта 2022 года российский бомбардировщик Су-34 нанёс по телебашне два бомбовых удара. Башня получила повреждение опор и на некоторое время вышла из строя, но выстояла. Бомбардировщик Су-34 был позднее сбит.

22 апреля 2024 года в результате российского ракетного удара башня разломилась пополам. Жертв не было, возникли перебои с сигналом цифрового телевидения.
- Последствия обстрела 22 апреля 2024 года
- Разрушенная башня
- Обломок верхней части башни
- Обломок верхней части башни, на фоне видна повреждённая в 2022 году опора башни[12]
- Воронка после обстрела